# DiaSorin
DiaSorin — итальянская компания, производитель реагентов для медицинской диагностики. Штаб-квартира расположена в Салудже (провинция Верчелли, Пьемонт, Италия).

## История
Основным предшественником является Sorin Group, созданная как центр ядерных исследований в Салудже, первоначально совместное предприятие Fiat и Montecatini. В 1968 году в составе Sorin была создана медицинская лаборатория. В 1997 году подразделение Sorin по разработке диагностических реагентов было продано американской компании American Standard. После объединения с несколькими компаниями того же профиля образовалась компания DiaSorin.
В 2000 году Карло Роса и другие члены высшего руководства с помощью инвестиционной компании Густаво Денегри организовали выкуп DiaSorin у American Standard. В 2007 году DiaSorin провела первичное публичное предложение на Итальянской фондовой бирже.
В 2016 году была куплена компания Focus Diagnostics, ставшая подразделением молекулярной диагностики DiaSorin.
В марте 2020 года компания представила тест на COVID-19. Позже против генерального директора были выдвинуты обвинения в инсайдерской торговле: несколько человек получили информацию об этом тесте до официального объявления и смогли заработать на росте курса акций DiaSorin; в 2023 году обвинения против Росы были сняты.
В 2021 году за 1,8 млрд долларов была куплена компания Luminex.

## Собственники и руководство
Крупнейшим акционером (44 %) является инвестиционный холдинг IP Investimenti e Partecipazioni SRL; он был основан в 1994 году и принадлежит семье Дельнегри, специализируется на выкупе компаний.
- Микеле Денегри (Michele Denegri, род. в 1969 году) — председатель совета директоров с 2022 года, член совета директоров с 2003 года[10].
- Карло Роса (Carlo Rosa, род. в 1966 году) — генеральный директор (CEO) с 2006 года, в компании с 1998 года, ему принадлежит 8,36 % акций DiaSorin[11].

## Деятельность
Компания занимается разработкой и производством реагентов для выявления различных патогенов. Производственные мощности насчитывают 10 фабрик, из них 6 в США, по одной в Италии, Канаде, Германии и Великобритании.
Выручка за 2023 год составила 1,15 млрд евро, из них 15 % пришлось на Италию, 23 % — на остальную Европу, 53 % — на Северную Америку, 9 % — на другие регионы.